# 邦戛埠頭
邦戛埠頭（印尼語：Pemangkat Kota）是印度尼西亞西加里曼丹省三發縣邦戛鎮下屬的一個村，為邦戛鎮政府所在地，位於該鎮西部，東接象山村、日落洞村，南連斯峇都安村，西與北臨納土納海，東北與本也葉村、夏拉班村為界。